# Liste de mines au Royaume-Uni
Voici une liste de mines situées au Royaume-Uni, triée par type de production et par pays.

## Liste

### Angleterre
| mine           | produit | coordonnées                 | ville     | propriétaire | dates     | notes |
| mine Odin (en) | plomb   | 53° 20′ 54″ N, 1° 48′ 06″ O | Castleton | romains      | ????-1869 |       |

### Écosse
| mine             | produit | coordonnées                 | ville | propriétaire            | dates | notes                                                                     |
| Silver Glen (en) | argent  | 56° 09′ 30″ N, 3° 47′ 07″ O | Alva  | The Woodland Trust (en) |       | Le plus riche dépôt d'argent jamais découvert dans les îles britanniques. |

### Pays de Galles

#### Or
| mine                  | produit | coordonnées                 | ville             | propriétaire           | dates     | notes |
| Mine de Dolaucothi    | or      | 52° 02′ 41″ N, 3° 56′ 59″ O | Henry de la Beche | 1844                   |           |       |
| mine d'or Clogau (en) | or      | 52° 45′ 42″ N, 3° 57′ 53″ O | Bontddu (en)      | Midas Exploration (en) | 1862–1998 |       |

#### Cuivre
- Augustin Gottfried Ludwig Lentin (en)
- Great Orme
- mont Parys (en)
- mine de cuivre Sygun (en)